# Giovanni Maria Morlaiter

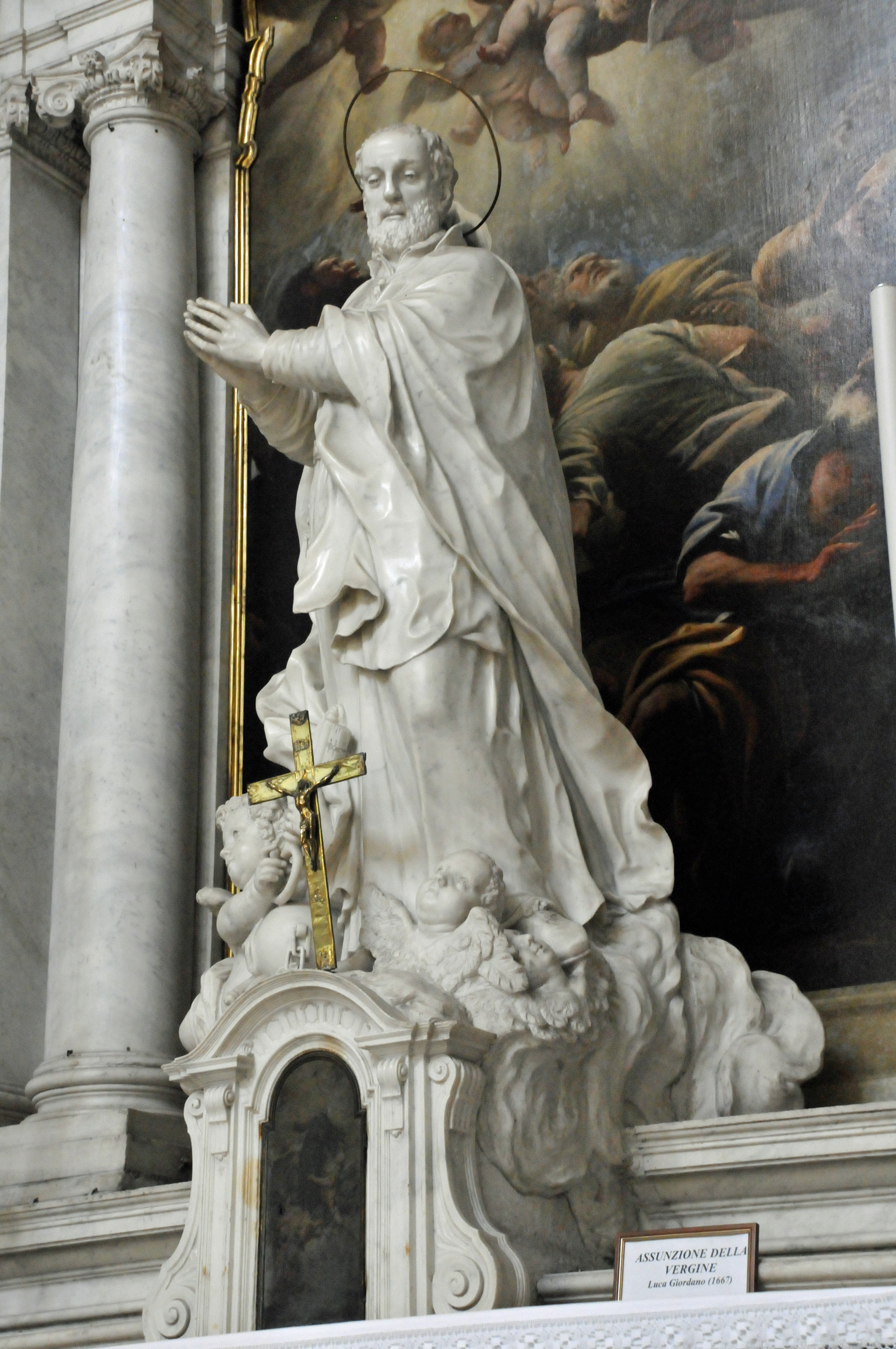
San Gerolamo Emiliani nella Basilica di Santa Maria della Salute a Venezia del Morlaiter

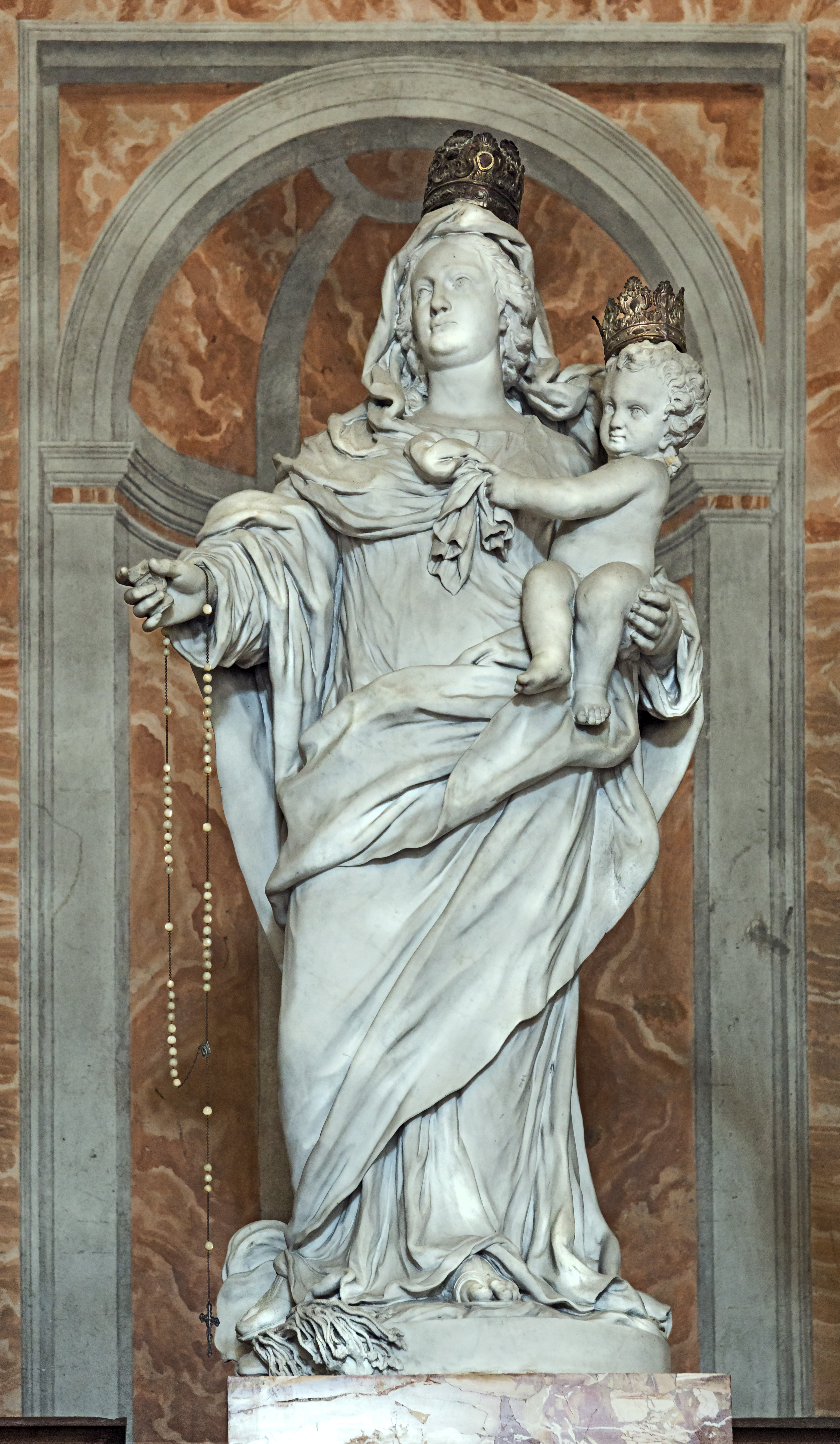
"Madonna del Rosario" Chiesa di San Geremia a Venezia

Giovanni Maria Morlaiter (Venezia, 15 febbraio 1699 – Venezia, 22 febbraio 1781) è stato uno scultore italiano della Repubblica di Venezia.

## Biografia
Giovanni Maria Morlaiter era figlio di Gregorio Morleiter o Gregori Madleitner, un soffiatore di vetro di Villabassa della Val Pusteria, che nel 1697 risultava già residente a Venezia. Ebbe un figlio Michelangelo, nato il 23 dicembre 1729, che divenne a sua volta pittore e scultore famoso, e un altro figlio Gregorio Morlaiter scultore.
Il 17 dicembre 1710 stipulò un contratto di garzonato con Alvise Tagliapietra scultore a San Moisè, dove venne definito come Zanmaria Greg(o)rio Morlaita di nazionalità "todesco".
Giovanni Maria Morlaiter fu cofondatore e consigliere dell'Accademia di belle arti di Venezia. Viveva con i figli Michelangelo e Gregorio nei pressi del traghetto di San Moisè, dove morì nella notte del 22 febbraio 1781.
Il Morlaiter è considerato, assieme al Marchiori uno degli scultori più importanti del Settecento veneziano.

## Opere
- Chiesa dei Gesuati a Venezia (girando la chiesa in senso antiorario dalla destra dell'ingresso): Abramo,1754; Gesù e il centurione, 1754; Aronne, 1750; Gesù guarisce il cieco, 1750; con Giambattista Piazzetta Gloria d'angeli, 1739; San Paolo Apostolo, 1745; Gesù appare alla Maddalena, 1743; Apparizione di Gesù a Tommaso, 1747; Battesimo di Cristo, 1746; San Pietro, 1744; La Samaritana al pozzo, 1744; Mosè, 1748-50; La piscina probatica, 1748-50; Melchisedech, 1755; San Pietro salvato dalle acque, 1755.[2]

- Basilica di Santa Maria della Salute a Venezia, altare della Assunta, statua di San Girolamo Emiliani sopra il tabernacolo, davanti alla pala di Luca Giordano.
- Basilica dei Santi Giovanni e Paolo a Venezia, rilievi nella cappella del Rosario (1730).
- Chiesa di San Marcuola a Venezia, la chiesa offre una vasta collezione di statue dello scultore Giovanni Maria Morlaiter.
- Chiesa di Santa Maria Assunta detta I Gesuiti a Venezia, Santa Barbara.
- Basilica di San Pietro di Castello a Venezia, Madonna Immacolata.
- Chiesa di Santa Maria del Giglio a Venezia, Immacolata concezione, San Gregorio Barbarigo.
- Chiesa di Sant'Alvise a Venezia, sul settecentesco altare in marmo policromo alla parete sinistra sono poste tre statue attribuite a Giovanni Maria Morlaiter.
- Chiesa di San Rocco a Venezia, altorilievo sulla facciata San Rocco assiste gli infermi, il beato Pietro Acotanto e San Girolamo Emiliani.
- Chiesa della Pietà a Venezia, il tabernacolo dell'altar maggiore e i due angeli laterali Michele e Gabriele (1745).
- Chiesa degli Scalzi a Venezia, Crocifisso.
- Chiesa di Santa Maria della Fava a Venezia, due Angeli sull'altare Maggiore.
- Chiesa di San Geremia e Santa Lucia, a Venezia, La Madonna del Rosario
- Una statua di San Giovanni Nepomuceno opera del Morlaiter è presente sul Canal Grande all'imbocco del canale di Cannaregio. Assieme alla Beata Vergine Maria, san Giovanni Nepomuceno è patrono e protettore dei gondolieri. Secondo alcuni tale statua è di Giovanni Marchiori.
- Arsenale di Venezia a Venezia, Monumento a Johann Matthias von der Schulenburg.
- Scuola Grande di San Giovanni Evangelista, nella Sala Capitolare San Giovanni Evangelista sull'altare e il bassorilievo Filippo di Meizieres offre la reliquia della Croce ai confratelli sopra il portale verso la sala della Croce, 1732.
- Gallerie dell'Accademia, nello scalone statue della Fede e della Carità.
- Chiesa di Santa Maria del Carmine a Brescia, altare della Madonna di san Luca, 1735-1737
- Chiesa di Sant'Antonio Abate a Udine, statua di Sant'Antonio abate sull'altar maggiore, 1737
- Inoltre a Ca' Rezzonico, sono presenti numerosi bozzetti di terracotta provenienti dal suo studio fra cui la Figura femminile, Riposo nella Fuga d'Egitto, il Ratto di Proserpina.